# Lepidoscia niphopasta
Lepidoscia niphopasta är en fjärilsart som beskrevs av Turner 1923. Lepidoscia niphopasta ingår i släktet Lepidoscia och familjen säckspinnare. Inga underarter finns listade i Catalogue of Life.